# Лазарево (заказник)
Лаза́рево — ботанічний заказник місцевого значення в Україні. Розташований у межах Кам'янець-Подільського району Хмельницької області, між селами Княгинин та Нагоряни.
Площа 160 га. Статус надано згідно з рішенням облради від 26. 10. 1990 року № 194. Перебуває у віданні Панівецького лісництва Кам'янець-Подільського держлісгоспу.
Цінність являє заліснена ділянка природного походження, на якій зростають грабово-дубові дерева, а також різноманітність трав'яного походження, з Червоної Книги України: підсніжник звичайний, гніздівка звичайна, булатка великоквіткова.
Входить до складу національного природного парку «Подільські Товтри».